# Jaderná elektrárna Fukušima I
Fukušima I (japonsky 福島第一原子力発電所) je uzavřená jaderná elektrárna, která se nachází na území měst Ókuma a Futaba na východním pobřeží ostrova Honšú v prefektuře Fukušima v Japonsku. Vlastní a provozuje ji společnost TEPCO a ve své době s celkovým výkonem 4 696 MW patřila mezi dvacet nejvýkonnějších na světě. Při zemětřesení v roce 2011 elektrárna utrpěla velké škody a došlo k vážné havárii. Řetěz událostí způsobil únik radiace a trvale poškodil několik reaktorů, což znemožnilo jejich znovuzprovoznění. Dle politického rozhodnutí nebyly ani zbývající reaktory znovu spuštěny. 

## Historie a technické informace
S výstavbou bylo započato v roce 1966 a první reaktor byl spuštěn v roce 1970. Reaktory 1, 2 a 6 dodala firma General Electric, reaktory 3 a 5 firma Toshiba a reaktor 4 firma Hitachi.
Zařízení bylo poprvé uvedeno do provozu v roce 1971 a skládá se ze šesti varných reaktorů. Tyto lehkovodní reaktory poháněly elektrické generátory o kombinovaném výkonu 4,7 GWe. Fukušima byla první jadernou elektrárnou, která byla navržena, postavena a provozována ve spolupráci General Electric a Tokyo Electric Power Company (TEPCO).
Katastrofa z března 2011 deaktivovala chladicí systémy reaktoru, což vedlo k úniku radioaktivity a byla zřízena 30 km evakuační zóna (19 mi) obklopující elektrárnu; vydání pokračují dodnes. 20. dubna 2011 japonské úřady vyhlásily 20 km evakuační zónu za nepřístupnou oblast, do které lze vstoupit pouze pod vládním dohledem. 
V listopadu 2011 dostali první novináři povolení navštívit závod. Popsali devastaci, při které byly zničeny tři budovy reaktoru; areál byl pokryt rozbitými nákladními vozy, pomačkanými vodními nádržemi a dalšími troskami, které tsunami zanechala. Výše radioaktivity byla tak vysoká, že návštěvníci směli zůstat jen několik hodin.
V dubnu 2012 byly odstaveny bloky 1–4. Bloky 2–4 byly odstaveny 19. dubna, zatímco blok 1 byl posledním z těchto čtyř bloků, který byl odstaven 20. dubna o půlnoci. V prosinci 2013 společnost TEPCO rozhodla, že žádný z nepoškozených bloků nebude znovu otevřen. 
V dubnu 2021 japonská vláda schválila vypouštění radioaktivní vody z elektrárny do Tichého oceánu v průběhu 30 let.
Dvanáct kilometrů jižně od Fukušimy I se nachází sesterská jaderná elektrárna Fukušima II, která má čtyři reaktory typu BWR-5 (4 × 1100 MW). Během tsunami také utrpěla vážná poškození, zejména záplavou mořské vody do všech čtyř bloků, ale byla úspěšně odstavena a uvedena do bezpečného stavu mimořádnými činy zaměstnanců závodu.

### Havárie v březnu 2011
Při zemětřesení v roce 2011 zasáhla elektrárnu vlna tsunami, následkem čehož selhalo chlazení reaktorů. Ty se sice při jejím úderu automaticky zastavily, ale přesto se je selhávajícím záložním generátorům nepodařilo všechny dostatečně ochladit a později tak došlo k několika výbuchům vodíku a požárům.
Při havárii uniklo značné množství radiace, z rozsáhlého ochranného pásma bylo evakuováno více než 150 000 osob a záležitost byla celosvětově podnětem k debatám o bezpečnosti jaderné energetiky.

### Sklad vyhořelého paliva
V areálu JE Fukušima I se nalézá sklad vyhořelého paliva. Palivo je uloženo v sedmi bazénech. Část je v šesti bazénech, které jsou vedle každého reaktoru, zbytek je ve společném bazénu mimo budovy s reaktory.

## Informace o reaktorech
| Reaktor      | Typ reaktoru  | Výkon   | Výkon   | Zahájení výstavby                    | Připojení k síti                     | Uvedení do provozu                   | Uzavření                             |
| Reaktor      | Typ reaktoru  | Čistý   | Hrubý   | Zahájení výstavby                    | Připojení k síti                     | Uvedení do provozu                   | Uzavření                             |
| ------------ | ------------- | ------- | ------- | ------------------------------------ | ------------------------------------ | ------------------------------------ | ------------------------------------ |
| Fukušima I-1 | BWR-3 188-400 | 439 МW  | 460 МW  | 25. 7. 1967                          | 17. 11. 1970                         | 26. 3. 1971                          | 19. 5. 2011                          |
| Fukušima I-2 | BWR-4 218-548 | 760 МW  | 784 МW  | 9. 6. 1969                           | 24. 12. 1973                         | 18. 7. 1974                          | 19. 5. 2011                          |
| Fukušima I-3 | BWR-4 218-548 | 760 МW  | 784 МW  | 28. 12. 1970                         | 26. 10. 1974                         | 27. 3. 1976                          | 19. 5. 2011                          |
| Fukušima I-4 | BWR-4 218-548 | 760 МW  | 784 МW  | 12. 2. 1973                          | 24. 2. 1978                          | 12. 10. 1978                         | 19. 5. 2011                          |
| Fukušima I-5 | BWR-4 218-548 | 760 МW  | 784 МW  | 22. 5. 1972                          | 22. 9. 1977                          | 18. 4. 1978                          | 17. 12. 2013                         |
| Fukušima I-6 | BWR-5 251-764 | 1067 МW | 1100 МW | 26. 10. 1973                         | 4. 5. 1979                           | 24. 10. 1979                         | 17. 12. 2013                         |
| Fukušima I-7 | ABWR          | 1339 МW | 1380 МW | Plán na výstavbu zrušen v dubnu 2011 | Plán na výstavbu zrušen v dubnu 2011 | Plán na výstavbu zrušen v dubnu 2011 | Plán na výstavbu zrušen v dubnu 2011 |
| Fukušima I-8 | ABWR          | 1339 МW | 1380 МW | Plán na výstavbu zrušen v dubnu 2011 | Plán na výstavbu zrušen v dubnu 2011 | Plán na výstavbu zrušen v dubnu 2011 | Plán na výstavbu zrušen v dubnu 2011 |

## Galerie

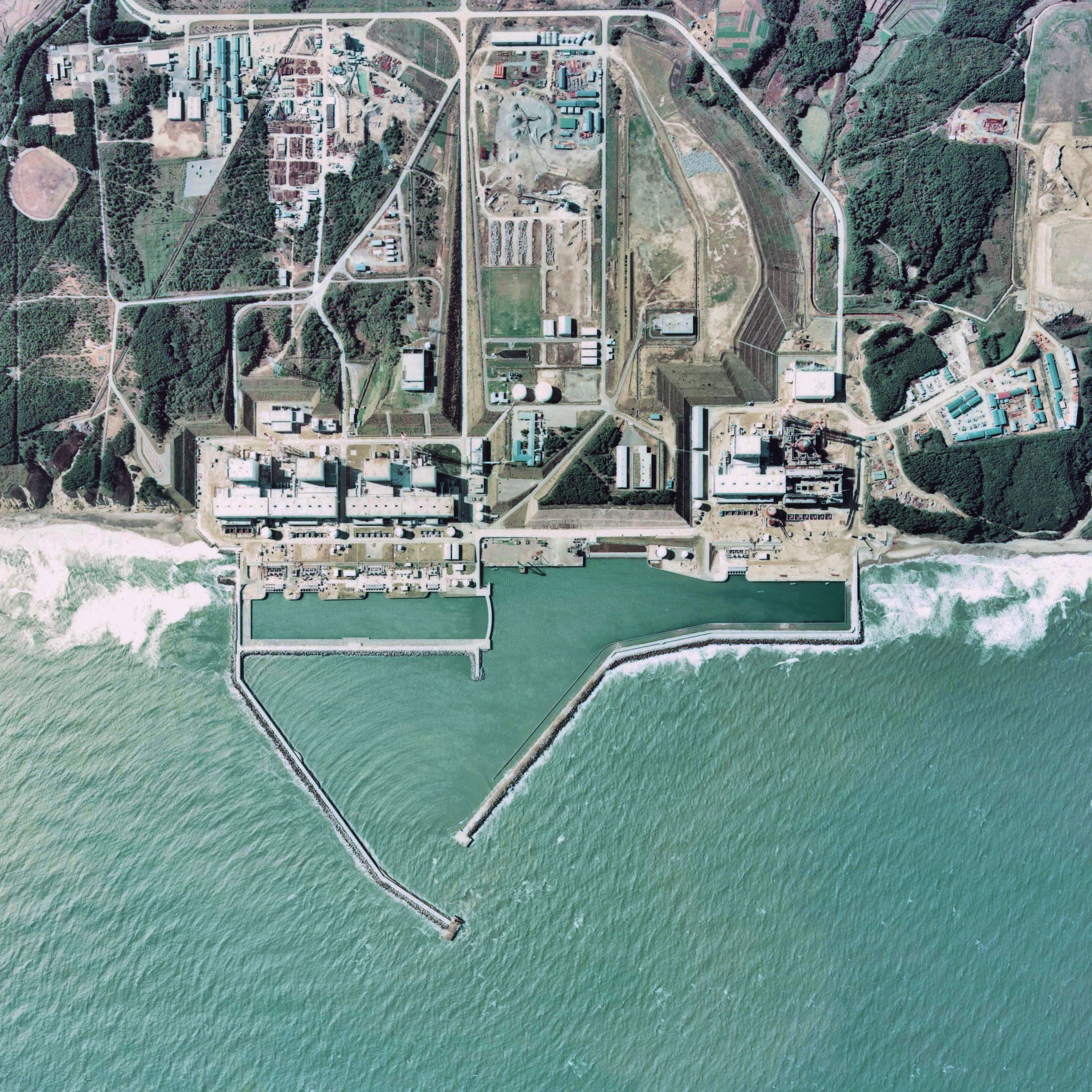
Letecký pohled na oblast elektrárny Fukušima I v roce 1975, ukazující valy a dokončené reaktory
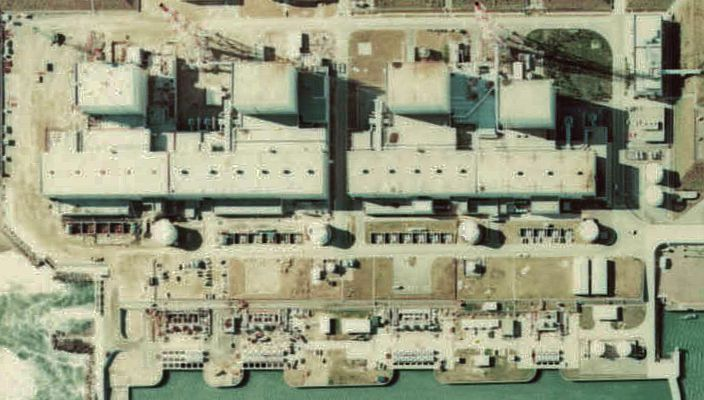
Detail bloků 4, 3, 2 a 1
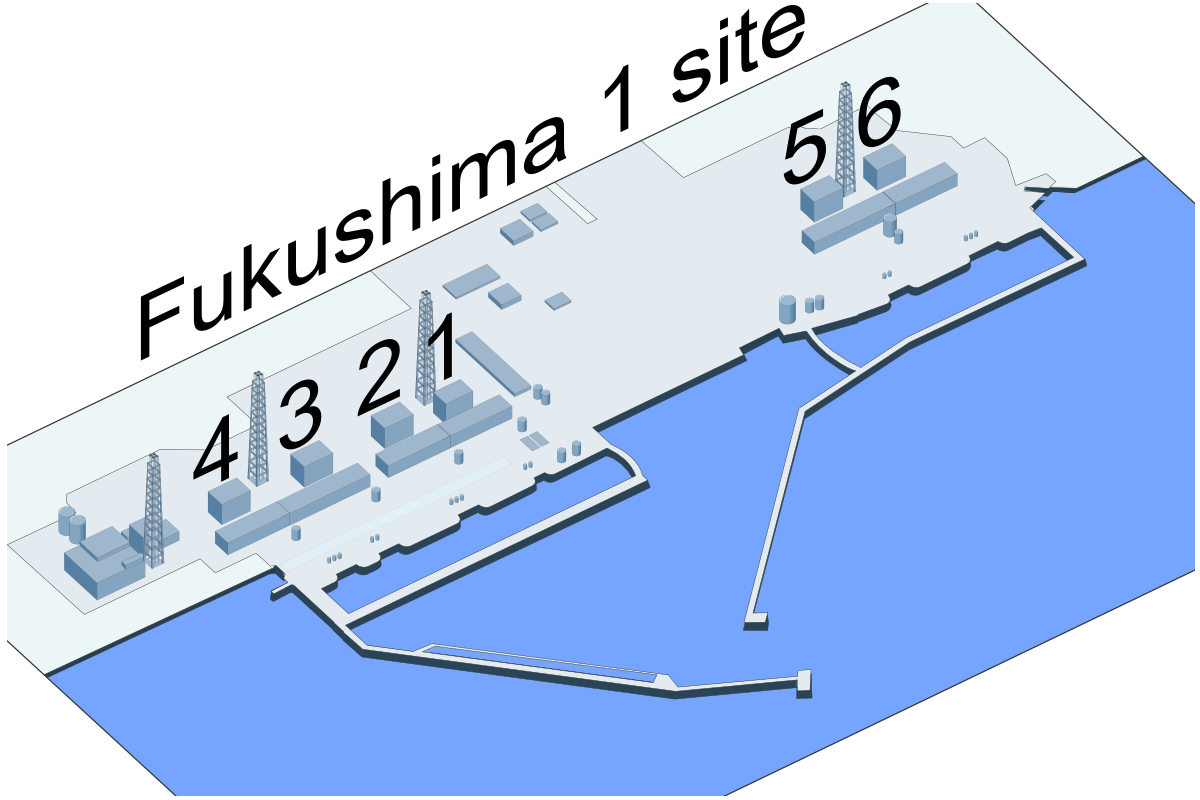
Hlavní budovy
Ilustrace stavu reaktoru 1–4 po havárii
Poloha jaderné elektrárny